# 1 000 kilomètres de Monza 1985
Navigation
Édition précédente Édition suivante

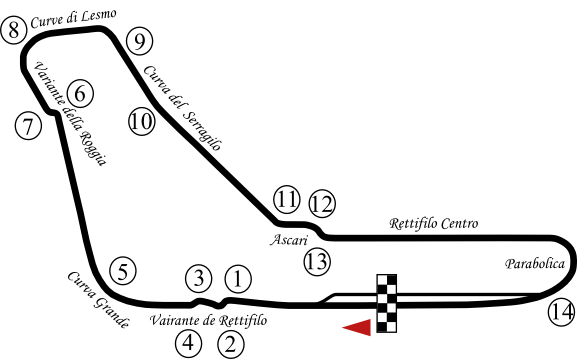
Circuit Monza (1976-1993)

Les 1 000 kilomètres de Monza 1985 (officiellement appelé le Trofeo Filippo Caracciolo), disputées le 28 avril 1985 sur le Circuit de Monza ont été la deuxième manche du Championnat du monde des voitures de sport 1985.

## La course

### Classement de la course
Voici le classement officiel au terme de la course,,.
- Les premiers de chaque catégorie du championnat du monde sont signalés par un fond jaune.
- Pour la colonne Pneus, il faut passer le curseur au-dessus du modèle pour connaître le manufacturier de pneumatiques.
- Les voitures ne réussissant pas à parcourir 75% de la distance du gagnant sont non classées (NC).

| Pos  | Classe | no  | Écurie                          | Pilotes                                             | Châssis                             | Pneus | Tours | Temps                      |
| Pos  | Classe | no  | Écurie                          | Pilotes                                             | Moteur                              | Pneus | Tours | Temps                      |
| ---- | ------ | --- | ------------------------------- | --------------------------------------------------- | ----------------------------------- | ----- | ----- | -------------------------- |
| 1    | C1     | 10  | Porsche Kremer Racing           | Manfred Winkelhock Marc Surer                       | Porsche 962C                        | G     | 138   | 4 h 04 min 41 s 430        |
| 1    | C1     | 10  | Porsche Kremer Racing           | Manfred Winkelhock Marc Surer                       | Porsche Type-935 2,6 l Flat-6 Turbo | G     | 138   | 4 h 04 min 41 s 430        |
| 2    | C1     | 3   | Rothmans Porsche                | Hans-Joachim Stuck Derek Bell                       | Porsche 962C                        | D     | 138   | + 31 s 640                 |
| 2    | C1     | 3   | Rothmans Porsche                | Hans-Joachim Stuck Derek Bell                       | Porsche Type-935 2,6 l Flat-6 Turbo | D     | 138   | + 31 s 640                 |
| 3    | C1     | 4   | Martini Lancia                  | Riccardo Patrese Alessandro Nannini                 | Lancia LC2                          | M     | 138   | + 1 min 8 s 070            |
| 3    | C1     | 4   | Martini Lancia                  | Riccardo Patrese Alessandro Nannini                 | Ferrari 308C 3,0 l V8 Turbo         | M     | 138   | + 1 min 8 s 070            |
| 4    | C1     | 1   | Rothmans Porsche                | Jochen Mass Jacky Ickx                              | Porsche 962C                        | D     | 138   | + 1 min23 s 780            |
| 4    | C1     | 1   | Rothmans Porsche                | Jochen Mass Jacky Ickx                              | Porsche Type-935 2,6 l Flat-6 Turbo | D     | 138   | + 1 min23 s 780            |
| 5    | C1     | 14  | Richard Lloyd Racing            | Jonathan Palmer Jan Lammers                         | Porsche 956GTi                      | G     | 132   | + 6 tours                  |
| 5    | C1     | 14  | Richard Lloyd Racing            | Jonathan Palmer Jan Lammers                         | Porsche Type-935 2,6 l Flat-6 Turbo | G     | 132   | + 6 tours                  |
| 6    | C1     | 19  | Brun Motorsport                 | Oscar Larrauri Massimo Sigala Renzo Zorzi           | Porsche 956                         | D     | 129   | + 9 tours                  |
| 6    | C1     | 19  | Brun Motorsport                 | Oscar Larrauri Massimo Sigala Renzo Zorzi           | Porsche Type-935 2,6 l Flat-6 Turbo | D     | 129   | + 9 tours                  |
| 7    | C2     | 70  | Spice Engineering               | Gordon Spice Ray Bellm                              | Tiga-Spice GC85                     | A     | 127   | + 11 tours                 |
| 7    | C2     | 70  | Spice Engineering               | Gordon Spice Ray Bellm                              | Ford Cosworth DFL 3,3 l V8 Atmo     | A     | 127   | + 11 tours                 |
| 8    | C1     | 11  | Porsche Kremer Racing           | Sarel van der Merwe George Fouché Bruno Giacomelli  | Porsche 956B                        | G     | 126   | + 12 tours                 |
| 8    | C1     | 11  | Porsche Kremer Racing           | Sarel van der Merwe George Fouché Bruno Giacomelli  | Porsche Type-935 2,6 l Flat-6 Turbo | G     | 126   | + 12 tours                 |
| 9    | C1     | 7   | New Man Joest Racing            | Hans Heyer Paolo Barilla                            | Porsche 956                         | D     | 125   | + 13 tours                 |
| 9    | C1     | 7   | New Man Joest Racing            | Hans Heyer Paolo Barilla                            | Porsche Type-935 2,6 l Flat-6 Turbo | D     | 125   | + 13 tours                 |
| 10   | C2     | 79  | Ecurie Ecosse                   | Ray Mallock Mike Wilds                              | Ecosse C285                         | A     | 124   | + 14 tours                 |
| 10   | C2     | 79  | Ecurie Ecosse                   | Ray Mallock Mike Wilds                              | Ford Cosworth DFV 3,0 l V8 Atmo     | A     | 124   | + 14 tours                 |
| 11   | C1     | 55  | John Fitzpatrick Racing         | Dudley Wood Klaus Niedzwiedz Manuel López           | Porsche 956                         | Y     | 123   | + 15 tours                 |
| 11   | C1     | 55  | John Fitzpatrick Racing         | Dudley Wood Klaus Niedzwiedz Manuel López           | Porsche Type-935 2,6 l Flat-6 Turbo | Y     | 123   | + 15 tours                 |
| 12   | C2     | 90  | Jens Winther Denmark            | Jens Winther David Mercer                           | URD C83                             | A     | 112   | + 26 tours                 |
| 12   | C2     | 90  | Jens Winther Denmark            | Jens Winther David Mercer                           | BMW M88 3,5 l I6 Atmo               | A     | 112   | + 26 tours                 |
| 13   | C2     | 72  | Gebhardt Motorsport             | Günther Gebhardt (de) Frank Jelinski Walter Lechner | Gebhardt JC842                      | A     | 111   | + 27 tours                 |
| 13   | C2     | 72  | Gebhardt Motorsport             | Günther Gebhardt (de) Frank Jelinski Walter Lechner | BMW M12 2,0 l I4 Atmo               | A     | 111   | + 27 tours                 |
| 14   | GTX    | 171 | "Victor"                        | "Victor" Aldo Bertuzzi (en) Gianni Giudici          | Porsche 935                         | ?     | 111   | + 27 tours                 |
| 14   | GTX    | 171 | "Victor"                        | "Victor" Aldo Bertuzzi (en) Gianni Giudici          | Porsche Type-930 3,2 l Flat-6 Turbo | ?     | 111   | + 27 tours                 |
| 15   | C2     | 75  | ADA Engineering                 | Richard Jones (de) Ian Harrower David Duffield      | Gebhardt JC843                      | A     | 110   | + 28 tours                 |
| 15   | C2     | 75  | ADA Engineering                 | Richard Jones (de) Ian Harrower David Duffield      | Ford Cosworth DFL 3,3 l V8 Atmo     | A     | 110   | + 28 tours                 |
| 16   | C1     | 33  | John Fitzpatrick Racing         | Jo Gartner Kenny Acheson                            | Porsche 956B                        | Y     | 104   | + 34 tours                 |
| 16   | C1     | 33  | John Fitzpatrick Racing         | Jo Gartner Kenny Acheson                            | Porsche Type-935 2,6 l Flat-6 Turbo | Y     | 104   | + 34 tours                 |
| 17   | C2     | 88  | Ark Racing                      | David Andrews Chris Ashmore Max Payne               | Ceekar 83J                          | A     | 96    | + 42 tours                 |
| 17   | C2     | 88  | Ark Racing                      | David Andrews Chris Ashmore Max Payne               | Ford Cosworth BDX 2,0 l I4 Atmo     | A     | 96    | + 42 tours                 |
| DSQ† | C1     | 18  | Brun Motorsport                 | Stefan Bellof Thierry Boutsen                       | Porsche 962C                        | D     | 138   | Disqualifié                |
| DSQ† | C1     | 18  | Brun Motorsport                 | Stefan Bellof Thierry Boutsen                       | Porsche Type-935 2,6 l Flat-6 Turbo | D     | 138   | Disqualifié                |
| Abd. | C2     | 98  | Roy Baker Promotions            | Paul Smith (de) Will Hoy                            | Tiga GC284                          | A     | 82    | Boite de vitesses          |
| Abd. | C2     | 98  | Roy Baker Promotions            | Paul Smith (de) Will Hoy                            | Ford Cosworth BDT 1,8 l I4 Turbo    | A     | 82    | Boite de vitesses          |
| Abd. | C1     | 26  | Obermaier Racing Team           | Jürgen Lässig Jesús Pareja Hervé Regout             | Porsche 956                         | G     | 78    | Moteur                     |
| Abd. | C1     | 26  | Obermaier Racing Team           | Jürgen Lässig Jesús Pareja Hervé Regout             | Porsche Type-935 2,6 l Flat-6 Turbo | G     | 78    | Moteur                     |
| Abd. | C2     | 80  | Carma F.F.                      | Carlo Facetti Martino Finotto Guido Daccò (en)      | Alba AR2                            | A     | 60    | Turbo                      |
| Abd. | C2     | 80  | Carma F.F.                      | Carlo Facetti Martino Finotto Guido Daccò (en)      | Carma FF 1,9 l I4 Turbo             | A     | 60    | Turbo                      |
| Abd. | C1     | 5   | Martini Lancia                  | Mauro Baldi Bob Wollek                              | Lancia LC2                          | M     | 186   | Collision avec Marc Surer  |
| Abd. | C1     | 5   | Martini Lancia                  | Mauro Baldi Bob Wollek                              | Ferrari 308C 3,0 l V8 Turbo         | M     | 186   | Collision avec Marc Surer  |
| Abd. | C2     | 81  | Carma F.F.                      | Almo Coppelli Loris Kessel Jean-Pierre Frey         | Alba AR6                            | A     | 35    | Turbo                      |
| Abd. | C2     | 81  | Carma F.F.                      | Almo Coppelli Loris Kessel Jean-Pierre Frey         | Carma FF 1,9 l I4 Turbo             | A     | 35    | Turbo                      |
| Abd. | C1     | 23  | Cheetah Automobiles Switzerland | Bernard de Dryver Gianfranco Brancatelli            | Cheetah G604                        | D     | 3     | Problèmes électriques      |
| Abd. | C1     | 23  | Cheetah Automobiles Switzerland | Bernard de Dryver Gianfranco Brancatelli            | Aston Martin-Tickford 5,3 l V8 Atmo | D     | 3     | Problèmes électriques      |
| Abd. | C2     | 97  | Strandell Motors                | Stanley Dickens Martin Schanche                     | Strandell 85                        | A     | 3     | Moteur                     |
| Abd. | C2     | 97  | Strandell Motors                | Stanley Dickens Martin Schanche                     | Porsche Type-934 3,3 l Flat-6 Turbo | A     | 3     | Moteur                     |
| No.  | C2     | 105 | Jens Nakjaer                    | Jens Nakjaer Holger Knadsen                         | Nakjaer                             | A     | -     | Embrayage                  |
| No.  | C2     | 105 | Jens Nakjaer                    | Jens Nakjaer Holger Knadsen                         | BMW 3,2 l I6 Atmo                   | A     | -     | Embrayage                  |
| Np.  | C2     | 106 | Mario Fortina                   | Mario Fortina "Gimax"                               | Fortina (Chevron)                   | ?     | -     | Accident durant les essais |
| Np.  | C2     | 106 | Mario Fortina                   | Mario Fortina "Gimax"                               | Lancia 1,4 l Turbo                  | ?     | -     | Accident durant les essais |

† - La Porsche 962C n°18 de l'écurie Brun Motorsport a été disqualifiée pour avoir, durant un arrêt au stand, rempli le réservoir de la voiture plus rapidement qu'authorisé par le réglement.

## Pole position et record du tour
- Pole position :  Riccardo Patrese (#4 Martini Lancia) en 1 min 31 s 000
- Meilleur tour en course :  Riccardo Patrese (#4 Martini Lancia) en 1 min 40 s 040

## À noter
- Longueur du circuit : 5,800 km
- Distance parcourue par les vainqueurs : 800,400 km